# Младенческая смертность

Карта мира по уровню младенческой смертности в 2017 году

Младенческая смертность (также иногда называется детская смертность, хотя это не совсем точно) — смертность среди детей младше одного года; один из базовых статистических показателей демографии, составляющих смертность населения. Младенческая смертность является важной характеристикой общего состояния здоровья и уровня жизни населения страны, региона, города, национального меньшинства и т. д. С середины XX века практически неизменно используется как один из важных факторов при классификации стран по уровню жизни населения.
Как и другие демографические показатели, младенческая смертность может выражаться как в абсолютных, так и в относительных терминах. Относительный показатель, или коэффициент младенческой смертности выражается обычно в промилле (‰) и обозначает количество детей, умерших в возрасте до 1 года на 1000 новорожденных за один год; гораздо реже используются коэффициенты в расчёте на 100 или 10 000 новорожденных. Младенческую смертность часто выделяют из детской смертности, так как её причины могут существенно отличаться. Высокая младенческая смертность является признаком низкого уровня развития медицины и особо часто встречается в странах Третьего мира.

## Показатели по странам
Основной список: Список стран по уровню младенческой смертности
| Место | Страна       | Младенческая смертность (случаев на 1000 новорождённых) |
| ----- | ------------ | ------------------------------------------------------- |
| 1     | Ангола       | 184,44                                                  |
| 2     | Сьерра-Леоне | 158,27                                                  |
| 3     | Афганистан   | 157,43                                                  |
| 4     | Либерия      | 149,73                                                  |
| 5     | Нигерия      | 116,83                                                  |
| …     | …            | …                                                       |
| 150   | Россия       | 11,06                                                   |
| …     | …            | …                                                       |
| 217   | Исландия     | 3,27                                                    |
| 218   | Гонконг      | 2,94                                                    |
| 219   | Япония       | 2,80                                                    |
| 220   | Швеция       | 2,76                                                    |
| 221   | Сингапур     | 2,30                                                    |